# Přírodní park Východní Krušné hory
Přírodní park Východní Krušné hory je české chráněné území táhnoucí se ve vrcholové příhraniční části Krušných hor od Petrovic po Cínovec v průměrné nadmořské výšce 700 m n. m. Vyhlášeno bylo v roce 1995 na přibližně 40 km² a předmětem ochrany je „ráz hřebenů s lesními porosty, horskými a rašelinnými loukami, charakteristickou flórou a faunou“. V Německu na přírodní park navazuje podobně chráněné území Landschaftsschutzgebiet Osterzgebirge.
Součástí přírodního parku jsou přírodní rezervace Černá louka, Špičák u Krásného Lesa a přírodní památky Cínovecký hřbet a Pod Lysou horou.